# 라라걸
《라라걸》(영어: Ride Like a Girl)은 2019년 개봉한 오스트레일리아의 스포츠 영화이다. 멜버른 컵에서 우승한 최초의 여성 기수인 미셸 페인(Michelle Payne)의 실화를 바탕으로 하였다. 레이철 그리피스 감독이 장편 데뷔작으로 연출하였고, 테리사 파머가 주인공 미셸 역을, 샘 닐이 미셸의 아버지 역을 맡았다.
원제 Ride Like a Girl은 여성 청소년에 대한 응원 캠페인이었던 #LIKEAGIRL에서 유래하였다.

## 줄거리
영화는 어린 미셸이 멜버른 컵에서 우승하겠다는 포부를 밝히는 다큐멘터리 영상으로 시작하여, 그녀가 꿈을 이루고 '나라를 멈추게 하는 경주'에서 우승하는 젊은 여성의 모습으로 끝을 맺는다. 특히, 미셸은 호주 전역에 생중계된 승리 연설에서 자신을 믿지 않았던 사람들에게 "엿 먹어라"라고 외쳐 강렬한 인상을 남겼다. 이 연설을 컵 경기의 바비큐 파티에서 지켜본 그리피스 감독은 깊은 영감을 받아 영화를 제작하게 되었다.
영화의 중심 줄거리는 패디 페인의 열 명의 자녀 중 막내인 미셸 페인이 기수가 되기를 꿈꾸고, 수많은 어려움과 편견을 극복하며 2015년 멜버른 컵에서 우승하는 과정을 보여준다. 테레사 팔머가 성인 미셸을 연기하며, 미셸의 역경과 성장을 감동적으로 그려낸다.

## 출연진
- 테리사 파머 - 미셸 페인
- 샘 닐 - 패디 페인
- 스티비 페인 - 본인
- 브룩 새치웰 - 테리스 페인
- 설리번 스테이플턴 - 대런 위어
- 매그다 저벤스키 - 도미니크 수녀
- 자라 조이 - 머리 페인
- 소피 포리스트 - 캐시 페인
- 셰인 본 - 트레버 스마트